# Championnats d'Europe féminins de judo 1976
Navigation
Édition précédente Édition suivante
La 2e édition des championnats d'Europe féminins de judo s'est déroulée le 12 décembre 1976 à Vienne, en Autriche. 

## Résultats
| Épreuves             | Or                       | Argent                   | Bronze                                              |
| -------------------- | ------------------------ | ------------------------ | --------------------------------------------------- |
| - 48 kg super-légers | Jane Bridge (GBR)        | Emilia Davico (ITA)      | Eva Hillesheim (FRG) Josiane Tripet (FRA)           |
| - 52 kg mi-légers    | Edith Hrovat (AUT)       | Gerda Winklbauer (AUT)   | Hennie Matteman (NED) Andrée Dayez (FRA)            |
| - 56 kg légers       | Sigrid Happ (FRG)        | Sacramento Moyano (ESP)  | Sylviane Trucios (FRA) Franka Luzzi (ITA)           |
| - 61 kg mi-moyens    | Martine Rottier (FRA)    | Marina Angelovic (YUG)   | Marie-France Mill (BEL) Andrea Hilger-Solbach (FRG) |
| - 66 kg moyens       | Paulette Fouillet (FRA)  | Jocelyne Triadou (FRA)   | Gabriele Czerwinski (FRG) Laura Di Toma (ITA)       |
| - 72 kg mi-lours     | Catherine Pierre (FRA)   | Marianne Promegger (AUT) | Noella Jodogne (BEL) Judith Salzmann (SUI)          |
| + 72 kg lourds       | Christiane Kieburg (FRG) | Ellen Cobb (GBR)         | Giovanna Parenti (ITA) Margherita De Cal (ITA)      |
| Toutes catégories    | Laura Di Toma (ITA)      | Carina Thomas (NED)      | Christiane Kieburg (FRG) Catherine Pierre (FRA)     |

## Tableau des médailles
| Rang | Nation               | Or | Argent | Bronze | Total |
| ---- | -------------------- | -- | ------ | ------ | ----- |
| 1    | France               | 3  | 1      | 4      | 8     |
| 2    | Allemagne de l'Ouest | 2  | 0      | 4      | 6     |
| 3    | Autriche             | 1  | 2      | 0      | 3     |
| 4    | Italie               | 1  | 1      | 4      | 6     |
| 5    | Royaume-Uni          | 1  | 1      | 0      | 2     |
| 6    | Pays-Bas             | 0  | 1      | 1      | 2     |
| 7    | Espagne              | 0  | 1      | 0      | 1     |
| 7    | Yougoslavie          | 0  | 1      | 0      | 1     |
| 9    | Belgique             | 0  | 0      | 2      | 2     |
| 10   | Suisse               | 0  | 0      | 1      | 1     |
|      |                      | 8  | 8      | 16     | 32    |

## Sources
- Podiums complets sur le site JudoInside.com.

- Podiums complets sur le site alljudo.net.

- Podiums complets sur le site Les-Sports.info.